# Baselios Marthoma Paulose II.

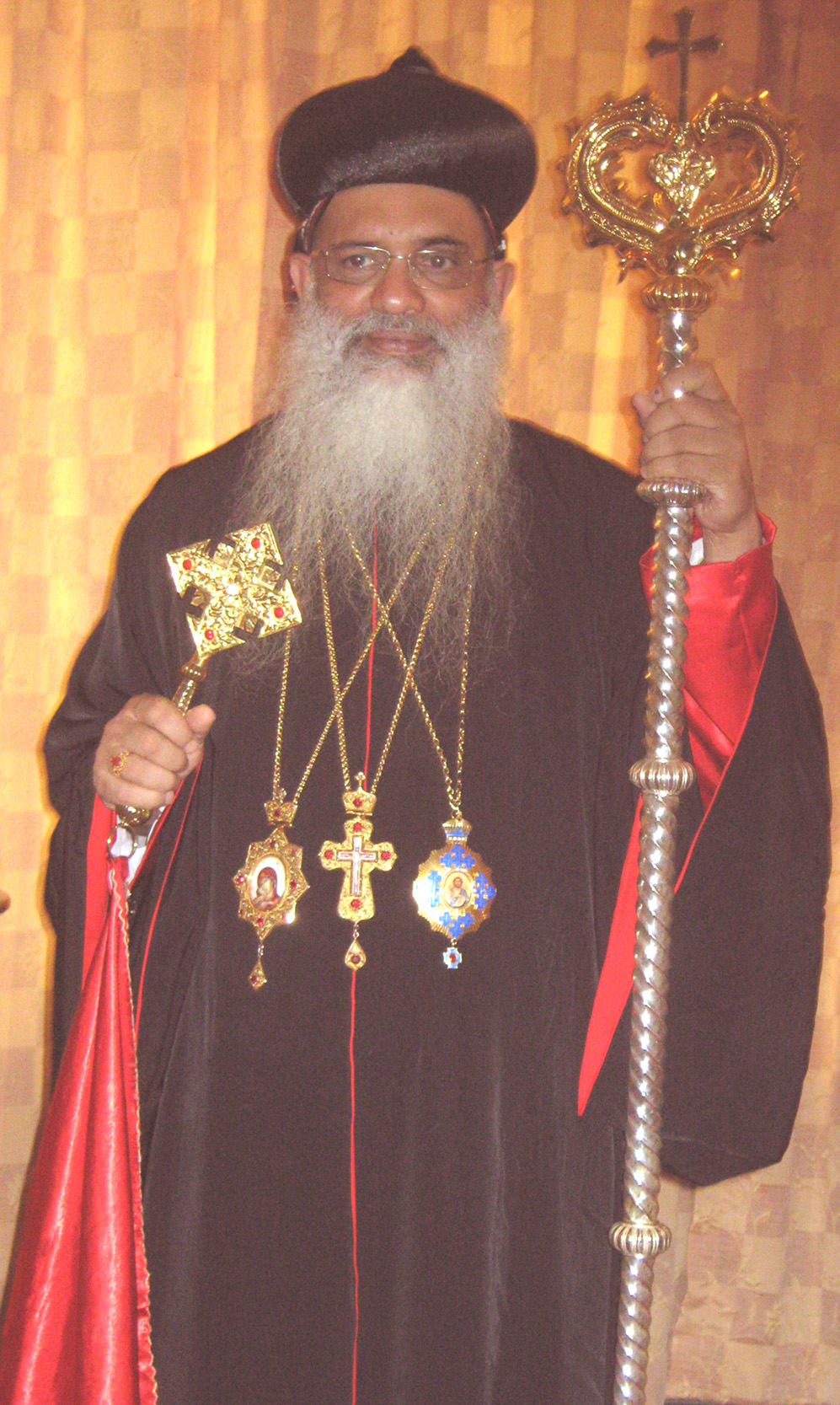
Baselios Marthoma Paulose II.

Baselios Mar Thoma Paulose II. (Malayalam ബസേലിയോസ് മാർത്തോമ്മാ പൗലോസ് ദ്വിതിയൻ}; * 30. August 1946 in Mangad, Thrissur, Kerala als K. I. Paul; † 12. Juli 2021 in Pathanamthitta) war der amtierende „Katholikos des Ostens und des apostolischen Thrones des Heiligen Thomas“ der Malankara-Orthodox-Syrischen Kirche.

## Leben
Am 21. Juni 1973 wurde er durch Yuhanon Mar Severios zum Priester, am 14. Mai 1983 durch Mathews Mar Coorilos zum Ramban und am 15. Mai 1985 zum Bischof (mit dem Namen Paulose Mar Milithios) in der Puthiyacavu St.-Mary’s-Kirche durch Baselios Marthoma Mathews I. geweiht und wurde erster Bischof und 1991 Metropolit von Kunnamkulam. Am 27. September 2006 wurde Mar Milithios zum designierten Nachfolger des Katholikos des Ostens gewählt. Am 1. November 2010 wurde er nach dem Rücktritt aus Altersgründen von Katholikos Baselios Marthoma Didymos I. als neuer Katholikos der Malankara-Orthodox-Syrischen Kirche inthronisiert. Er war der 8. Katholikos nach der Errichtung des indischen Katholikats im Jahre 1912 und der 21. Malankara-Metropolit.
Seit 2019 wurde er wegen Lungenkrebs behandelt. Er starb am 12. Juli 2021 nach langer Krankheit an Komplikationen einer COVID-19-Erkrankung.